# لیلیانا کاوانی

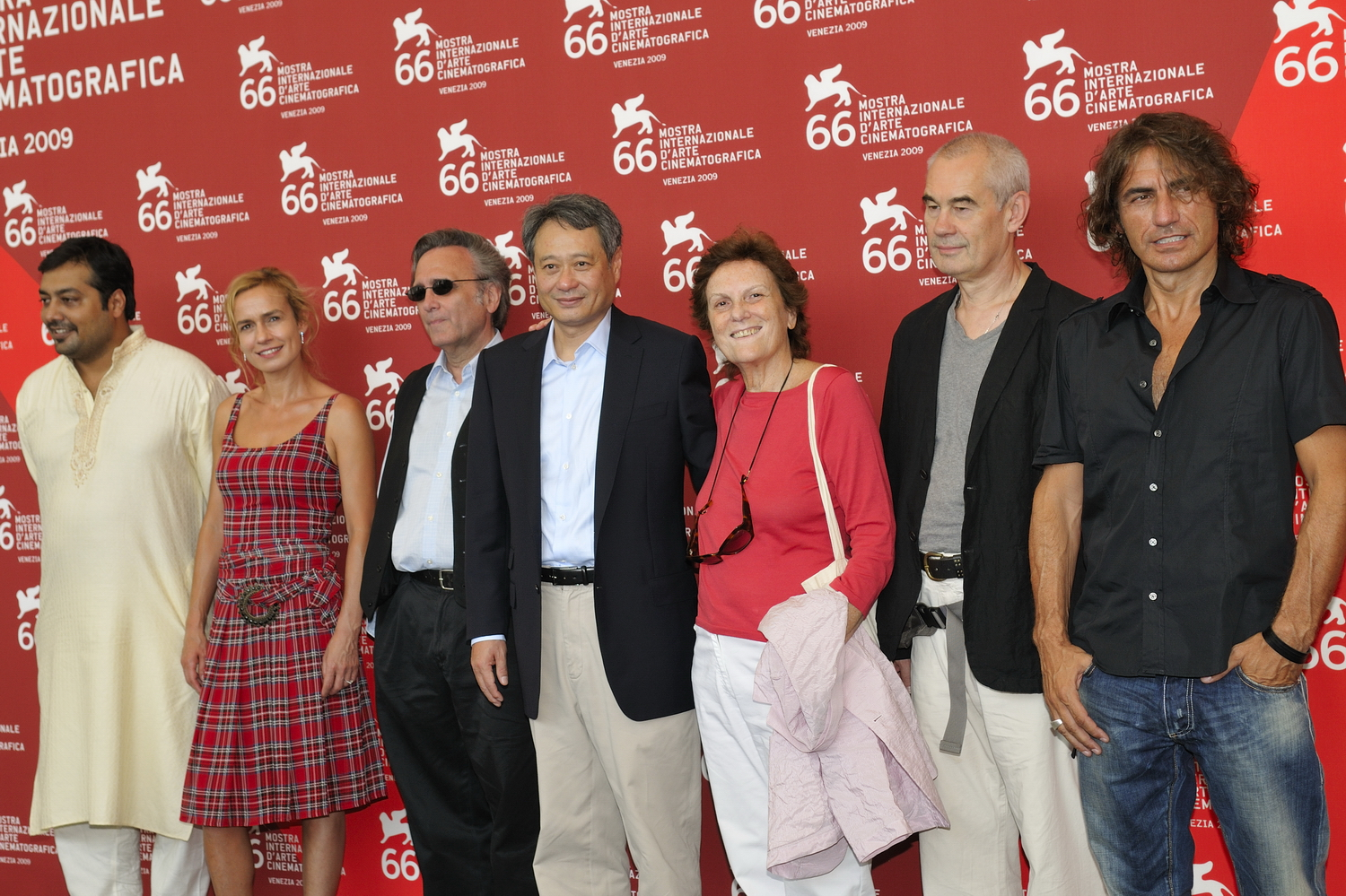
نفر سوم از سمت راست به‌عنوان عضوی از هیئت داوران جشنواره ونیز سال ۲۰۰۹

لیلیانا کاوانی (ایتالیایی: Liliana Cavani؛ زادهٔ ۱۲ ژانویهٔ ۱۹۳۳) کارگردان و فیلم‌نامه‌نویس اهل ایتالیا است. هتلبان شب مشهورترین فیلم اوست. او زنی مهربان است که همواره در موئسسه‌های خیریه شراکت دارد و دوست دار کمک بچه‌های بی سرپرست و بد سرپرست است. کاوانی داوری منصف در امر قضاوت فیلم‌ها در جشنوارهٔ ونیز در سال ۲۰۰۹ بود.